# Campo Nuevo, Veracruz
Campo Nuevo är en ort i Mexiko.   Den ligger i kommunen Tres Valles och delstaten Veracruz, i den sydöstra delen av landet, 300 km öster om huvudstaden Mexico City. Campo Nuevo ligger 27 meter över havet och antalet invånare är 265.
Terrängen runt Campo Nuevo är huvudsakligen platt, men åt sydväst är den kuperad. Runt Campo Nuevo är det ganska tätbefolkat, med 160 invånare per kvadratkilometer. Närmaste större samhälle är Tuxtepec, 16,8 km sydost om Campo Nuevo. Trakten runt Campo Nuevo består till största delen av jordbruksmark.